# Essbase
Essbase (kurz für Extended Spread Sheet dataBASE) ist ein multidimensionales Datenbanksystem (MDBMS) zur Erstellung von analytischen Auswertungen.
- Essbase wurde ursprünglich von der Firma Arbor Software entwickelt, die 1998 von Hyperion Solutions in ihre gleichnamige Software integriert wurde.
- Bis Ende 2005 wurde Essbase von IBM als DB2 OLAP Server vertrieben.[2]
- Ende März 2007 wurde Hyperion von Oracle übernommen.[3][4]